# Blanka Bohdanová
Blanka Bohdanová (ur. 4 marca 1930 w Pilźnie, zm. 3 października 2021 w Pradze) – czeska aktorka i malarka.
Ukończyła studia w Akademii Sztuk Scenicznych im. Leoša Janáčka w Brnie. Występowała w pardubickim Teatrze Wschodnioczeskim (Východočeské divadlo v Pardubicích), później w Praskich Teatrach Miejskich i w praskim Teatrze E.F. Buriana (Divadlo E.F. Buriana). W 1966 roku dołączyła do zespołu Teatru Narodowego w Pradze.
Pracowała także w dubbingu. W 1997 roku otrzymała nagrodę Františka Filipovskiego za całokształt dorobku w tej dziedzinie. 1985 – Zasłużona Artystka. 2015 – nagroda Talii (Cena Thálie) za całokształt dorobku.
Jej syn Vlado Bohdan został fotografem.
Od lat 70. zajmowała się również malarstwem.